# Smalnäbbad gökduva
Smalnäbbad gökduva (Macropygia amboinensis) är en fågel i familjen duvor inom ordningen duvfåglar.

## Utseende och läte
Smalnäbbad gökduva är en stor och långstjärtad duva. Den är generellt brun, med ljusare på huvud och undersida, medan ovansidan är mörkare rostbrun. Hanen uppvisar begränsad tvärbandning på bröstet och en ljus glänsande fläck på halsen. Honans hals är tydligt tvärbandad. Jämfört med svartnäbbad gökduva är den tydligt större och ljusare undertill, utan tvärband på stjärten. Den är likaså större än stillahavsgökduvan, utan fläckar på bröstet, men mindre än större gökduva och olikt den arten brun undertill. Lätet är ett ihållande "whop-whop-whop-whop".

## Utbredning och systematik
Smalnäbbad gökduva har ett stort utbredningsområde från östra Indonesien österut genom Nya Guinea med kringliggande öar. Den delas in i tolv underarter med följande utbredning:
- Macropygia amboinensis amboinensis – centrala Moluckerna (Buru, Seram, Ambon och Seram Laut)
- Macropygia amboinensis keyensis – Kaiöarna (sydöstra Moluckerna)
- Macropygia amboinensis maforensis – Numfor (Geelvink Bay utanför norra Nya Guinea); populationen på närliggande Biak och Yapen är troligen denna underart
- Macropygia amboinensis griseinucha – Meos Num Island (Geelvink Bay utanför norra Nya Guinea)
- Macropygia amboinensis kerstingi – norra Nya Guinea (Mamberano till Astrolabe Bay) och ön Yapen
- Macropygia amboinensis meeki – Manam (utanför nordöstra Nya Guinea)
- Macropygia amboinensis admiralitatis – Amiralitetsöarna
- Macropygia amboinensis hueskeri – Lavongai (Bismarckarkipelagen)
- Macropygia amboinensis carteretia – Bismarckarkipelagen (utom Amiralitetsöarna och Lavongai) samt Lihiröarna
- Macropygia amboinensis goldiei – södra Nya Guineas kusttrakter (Meraukeregionen till Milneviken)
- Macropygia amboinensis cinereiceps – D'Entrecasteaux-öarna
- Macropygia amboinensis cunctata – Louisiaderna

Underarten hueskeri inkluderas ofta i carteretia
Tidigare behandlades sultangökduva som en del av Macropygia amboinensis. Vissa gör det fortfarande, bland andra internationella naturvårdsunionen IUCN.

## Levnadssätt
Smalnäbbad gökduva hittas från havsnivå till lägre bergstrakter. Den ses enstaka, i par eller i smågrupper i skogsområden och trädgårdar.

## Status
IUCN kategoriserar arten som livskraftig, men inkluderar sultangökduvan i bedömningen.

## Namn
Fågelns vetenskapliga artnamn amboinensis syftar på Amboina eller Amboyna, ett äldre namn på ön Ambon i Moluckerna.